# MultiMediaCard

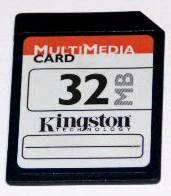
Tarjeta MMC.

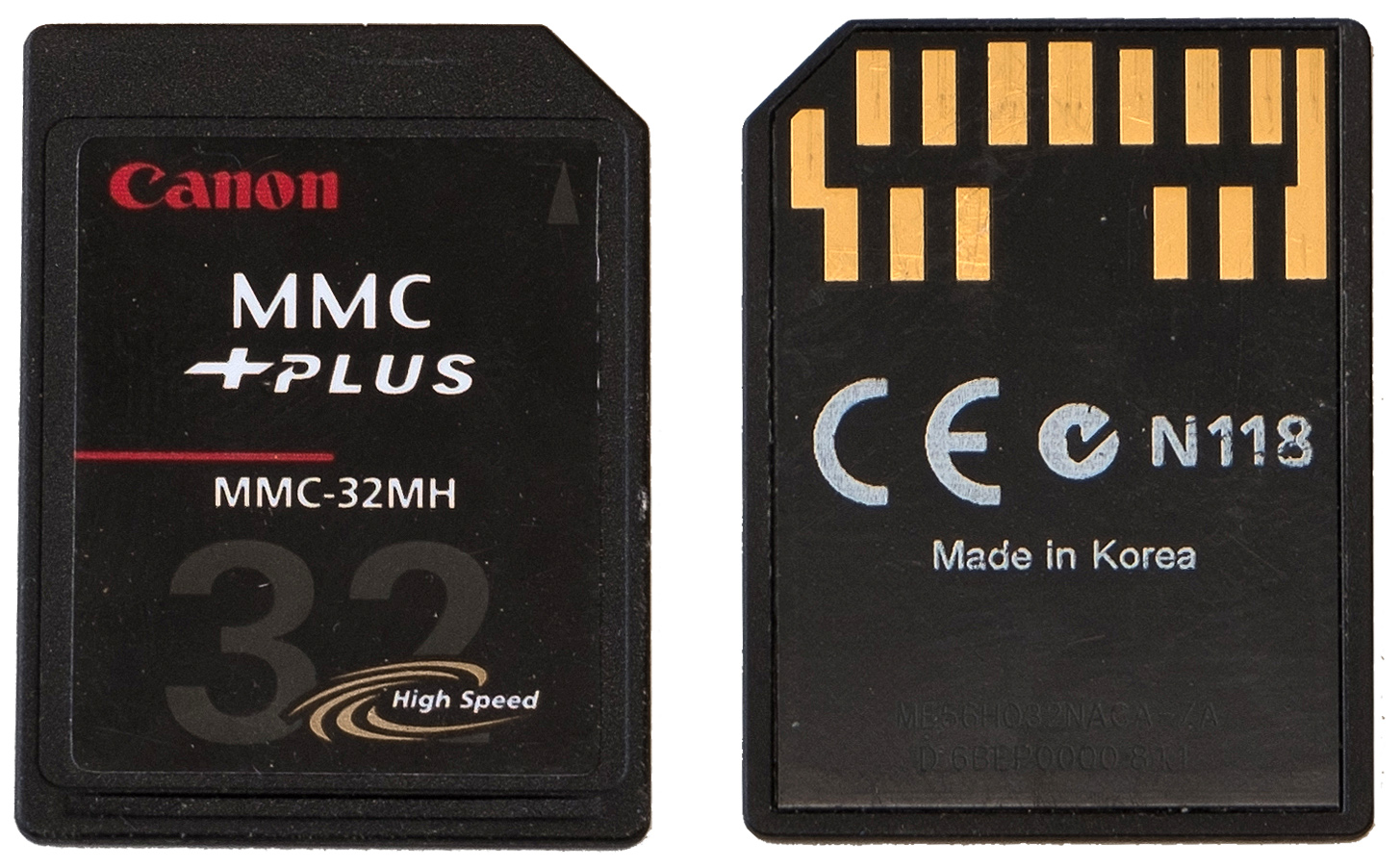
MMC High Speed 32 MB

MultiMediaCard o MMC es un estándar de tarjeta de memoria. Prácticamente igual a la Secure Digital, carece de la pestaña de seguridad que evita sobrescribir la información grabada en ella. Su forma está inspirada en el aspecto de los antiguos disquetes de 3,5 pulgadas. A la fecha marzo de 2019 tienen una capacidad de hasta de 512 GB de almacenamiento.
Presentada en 1997 por Siemens AG y SanDisk, se basa en la memoria flash de Toshiba base NAND, y por ello es más pequeña que sistemas anteriores basados en memorias flash de Intel base NOR, tal como la CompactFlash. MMC tiene el tamaño de un sello de correos: 24 mm x 32 mm x 1,4 mm. Originalmente usaba una interfaz serie de 1-bit, pero versiones recientes de la especificación permite transferencias de 4 o a veces incluso 8 bits de una vez. Han sido más o menos suplantadas por las Secure Digital (SD), pero siguen teniendo un uso importante porque las MMCs pueden usarse en la mayoría de aparatos que soportan tarjetas SD (son prácticamente iguales), pudiendo retirarse fácilmente para leerse en un PC.
Las MMC se usan en casi cualquier contexto donde se usen tarjetas de memoria, como teléfonos móviles, reproductores de audio digital, cámaras digitales y PDAs. Desde la introducción de la tarjeta Secure Digital y la ranura SDIO (Secure Digital Input/Output), pocas compañías fabrican ranuras MMC en sus dispositivos, pero las MMCs, ligeramente más delgadas y de pines compatibles, pueden usarse en casi cualquier dispositivo que soporte tarjetas SD si lo hace su software/firmware.

## Estándar abierto
Esta tecnología es un estándar disponible para cualquier compañía que desee desarrollar productos basados en ella. Las especificaciones no son gratuitas – debe comprarse a la MMC Association que impone considerables restricciones sobre cómo pueden usarse las especificaciones.

## Variantes

### Reduced-Size MultiMediaCard (RS-MMC)
Introducida en 2004, es simplemente una MMC de dimensiones reducidas: 24mm × 18mm × 1.4mm, que usando un simple adaptador mecánico para alargar la tarjeta, puede usarse en cualquier ranura MMC o SD. Las RS-MMCs están disponibles actualmente en tamaños de hasta 2GB.

### Dual-Voltage MultimediaCard (DV-MMC)
Uno de los primeros cambios sustanciales en MMC fue la introducción de tarjetas de voltaje dual que soportan operaciones a 1.8 V además de 3.3 V. Funcionando a menor voltaje se reduce su gasto de energía, lo cual es importante en móviles. Aun así, acabaron rápidamente su producción en favor de MMCplus y MMCmobile que ofrecen capacidades adicionales sobre el soporte de voltaje dual.

### MMCplusy MMCmobile
Las tarjetas de tamaños normal y reducido de la versión 4.x del estándar MMC, se comercializan como MMCplus y MMCmobile respectivamente.
Introducidas en 2005, trajeron dos cambios muy significativos para competir con las tarjetas SD. Fueron el soporte para funcionar a mayor velocidad (26MHz, 52MHz) que la original MMC (20MHz) o la SD (25MHz, 50MHz), y su amplitud de bus de datos de 4 u 8 bits.
Son totalmente retrocompatibles con los lectores existentes, pero aunque el ancho de bus de 4 bits y los modos de gran velocidad de operación son deliberadamente compatibles eléctricamente con las SD, el protocolo de inicialización es distinto, por ello necesitan actualizaciones de hardware/software para usar sus nuevas capacidades en un lector SD.

### MMCmicro
MMC de tamaño micro: 14mm × 12mm × 1.1mm. Como la MMCmobile, soporta voltaje dual, es retrocompatible con MMC, y puede usarse en ranuras de tamaño normal MMC y SD con un adaptador mecánico. Las MMCmicro soportan las opciones de alta velocidad y bus de 4 bits de las especificaciones 4.x, pero no el bus de 8 bits, por la ausencia de pines extra.
Parecen muy similares a las microSD, pero los dos formatos no son físicamente compatibles y tienen pines irreconciliables.

### MiCard
La MiCard es una extensión retrocompatible del estándar MMC con un tamaño teórico máximo de 2048 GB (2 TB) anunciada en 2007. La tarjeta se compone de dos partes separables, como una RS-MMC. La tarjeta más pequeña encaja en un puerto USB, mientras la más grande encaja en los lectores MMC y SD tradicionales.

### SecureMMC
Una parte adicional opcional de la especificación 4.x de MMC es un mecanismo DRM pensado para posibilitar a la MMC el competir con la SD o Memory Stick en esta área. Se sabe muy poco sobre cómo funciona SecureMMC o cómo se comparan sus características DRM a las de sus competidores.

### eMMC
La arquitectura eMMC integra los componentes MMC (memoria flash y controlador) en un paquete BGA, para su utilización en circuitos impresos como sistema de almacenamiento embebido no volátil. Soporta un bus de 8 bits.

### Otras
Seagate, Hitachi y otros están en el proceso de presentar Discos Duros SFF con una interfaz llamada CE-ATA. Esta interfaz es física y eléctricamente compatible con las especificaciones MMC y SD. Aun así, la estructura de comandos ha sido expandida para permitir al controlador host ordenar comandos ATA para controlar al disco duro.